# Zilt water
Zilt water is water met een hogere saliniteit (zoutgehalte) dan brak water, maar minder dan zeewater.

## Indeling
Het United States Geological Survey (USGS) deelt zilt water in in drie categorieën:
- Iets zilt water met een zoutgehalte van 1000 tot 3000 delen per miljoen (ppm) of 1 tot 3 delen per duizend.
- Matig zilt water met een zoutgehalte van 3000 tot 10.000 delen per miljoen of 3 tot 10 delen per duizend.
- Zeer zilt water met een zoutgehalte van 10.000 tot 35.000 delen per miljoen of 10 tot 35 delen per duizend.

Zoetwater heeft minder dan 1000 delen per miljoen en zeewater bevat ruwweg 35.000 delen per miljoen of 35 gram/liter.

## Gebruik
Zilt water met een zoutgehalte tot 2500 delen per miljoen wordt in sommige gebieden van de wereld bij gebrek aan voldoende zoet water gebruikt voor irrigatie van gewassen. het gebruik hiervan kan op de lange termijn bodem en gewassen ernstige schade toebrengen.
Zilt water (zoutwateroplossing) wordt in steriele vorm ook gebruikt in de geneeskunde.
Sommige industrieën gebruiken zilt water in hun productieproces, zoals bij gebruik van smeltzout en als koelmiddel in warmte-krachtcentrales.
| Zoet  | Brak  | Licht zilt | Matig zilt | Zeer zilt | Zout  | Pekel |
| < 0,5 | 0,5-1 | 1-3        | 3-10       | 10-30     | 30-50 | > 50  |
| ----- | ----- | ---------- | ---------- | --------- | ----- | ----- |